# یواس‌اس فلم‌بو (۱۸۶۱)
یواس‌اس فلم‌بو (۱۸۶۱) (به انگلیسی: USS Flambeau (1861)) یک کشتی بود که طول آن ۱۸۰ فوت (۵۵ متر) بود. این کشتی در سال ۱۸۶۱ ساخته شد.